# Ratpenat de xarretera nan
El ratpenat de xarretera nan (Micropteropus pusillus) és una espècie de ratpenat de la família dels pteropòdids. Viu a Àfrica.
Viu als boscos i a la sabana.